# Robert Kempner

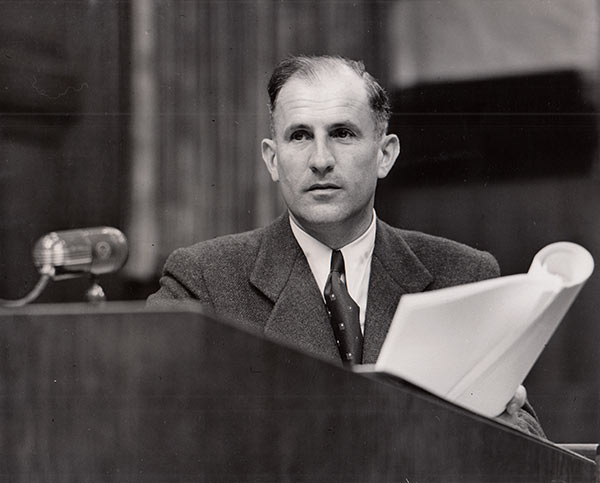
Robert Kempner als Hauptankläger im Wilhelmstraßen-Prozess

Robert Max Wasilii Kempner (* 17. Oktober 1899 in Freiburg im Breisgau; † 15. August 1993 in Königstein im Taunus; Pseudonym Eike von Repkow) war ein deutsch-amerikanischer Jurist. Der preußische Beamte wurde 1933 von den Nationalsozialisten entlassen und emigrierte in die USA. Bei den Nürnberger Kriegsverbrecherprozessen arbeitete er als Stellvertreter des amerikanischen Chefanklägers Robert H. Jackson. Ein Mitarbeiter Kempners hatte im März 1947 das sogenannte Wannsee-Protokoll gefunden, in dem die geplante Organisation zur „Endlösung der Judenfrage“ schriftlich festgehalten worden war. In der Folgezeit engagierte Kempner sich für die Bestrafung nationalsozialistischer Täter und die Entschädigung der Opfer.

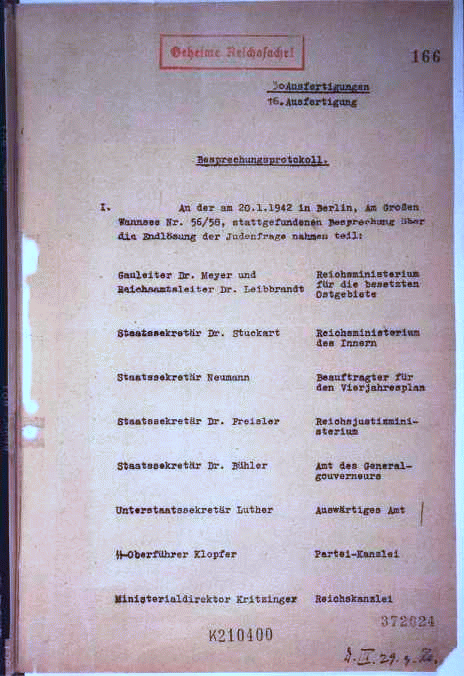
Teilnehmerliste der Wannseekonferenz. Gefunden in den Akten von Unterstaatssekretär Luther.

## Leben

### Jugendjahre
Robert Kempner war das älteste von drei Kindern des jüdischen Wissenschaftlerehepaares Walter Kempner (1869–1920) und Lydia Rabinowitsch-Kempner (1871–1935), der zweiten deutschen Professorin. Seine aus Kaunas stammende Mutter war vor Roberts Geburt zum Protestantismus konvertiert, und auch Robert wurde evangelisch getauft und erzogen. Kempners Taufpate war Robert Koch, an dessen Institut für Infektionskrankheiten sich die Eltern kennengelernt hatten. Sein Bruder Walter war Arzt und Mitglied des George-Kreises.

### Studium und Beginn der juristischen Laufbahn
Während seines Jurastudiums besuchte Robert Kempner in Berlin den Prozess gegen Soghomon Tehlirian. Der Armenier hatte 1921 in Berlin den früheren osmanischen Innenminister Talât Pascha als einen der Hauptverantwortlichen des Völkermords an den Armeniern niedergeschossen. Kempners später geäußerter Ansicht folgend, sei in dem Verfahren zum ersten Mal der Grundsatz zur Anwendung gekommen, dass „Völkermord durchaus von fremden Staaten bekämpft werden könne und keine unzulässige Einmischung in die inneren Angelegenheiten“ sei.
Nach dem Studium in Freiburg im Breisgau war Kempner zunächst als Staatsanwalt in Berlin tätig. 1928 wechselte er ins preußische Innenministerium. Bereits in dieser Zeit engagierte Kempner sich unter anderem im Republikanischen Richterbund und warnte vor dem aufkommenden Nationalsozialismus. Die Versuche, Adolf Hitler wegen Hochverrats vor Gericht zu stellen und die NSDAP nach dem Republikschutzgesetz verbieten zu lassen, scheiterten vor allem am mangelnden politischen Willen. Während der Regierungszeit Heinrich Brünings meinte man, die NSDAP politisch bekämpfen zu müssen, statt juristisch gegen sie vorzugehen. Eine Rolle spielte damals bereits die Einflussnahme von Hitlers Gesinnungsfreunden in den Behörden, etwa Wilhelm Frick. Kempner verfasste in dieser Zeit mehrere Schriften gegen Hitler und den Nationalsozialismus, unter anderem die Denkschrift gegen die NSDAP (1930) und Auftakt zum Dritten Reich (1932). Das Buch Justizdämmerung erschien 1932 unter Pseudonym, weil Kempner als Beamter im Preußischen Innenministeriums politische Neutralität wahren musste. Kempner hob nach dem Krieg hervor, die Nazi-Diktatur hätte durch ein Verbot dieser Partei vor 1933 verhindert werden können. Im späteren Exil in den USA hätten er und Brüning diese Frage aus der Rückschau eingehend diskutiert.

### 1933 bis 1945
Nach der Machtübergabe an die Nationalsozialisten im Januar 1933 wurde Kempner wegen „politischer Unzuverlässigkeit in Tateinheit mit fortgesetztem Judentum“ aus dem Staatsdienst entlassen. Im Jahr 1935 heiratete er Ruth Lydia Hahn, seine zweite Ehefrau. Kurz darauf wurde Kempner verhaftet. Aufgrund internationaler Proteste wurde er kurz darauf wieder freigelassen und floh nach Italien. Zusammen mit Werner Peiser leitete er dort ab April 1936 als Nachfolger von Moritz Goldstein das Landschulheim Florenz. Wegen taktlosen Verhaltens gegenüber Wolfgang Wasow, der sich über „Hungerlöhne“ beschwerte, und der Kündigung der Lehrstelle der schwangeren Frau von Ernst Moritz Manasse, da „Schülerinnen und Schülern eine schwangere Lehrerin nicht zugemutet werden könne“, war er dort nicht unumstritten. Als die Schule 1938 geschlossen werden musste, konnten Peiser und Kempner noch mit einem Teil der Schüler nach Nizza ausreisen und dort für kurze Zeit den Schulbetrieb fortsetzen.
Über eine in den USA lebende Freundin seiner Mutter bereitete Kempner seine Übersiedlung in die USA vor, in die er am 1. September 1939 einreisen konnte. Er war danach in den Vereinigten Staaten Regierungsberater der Regierung Roosevelt (Franklin D. Roosevelt war 1933 US-Präsident geworden) und ab 1943 Mitglied der United Nations War Crimes Commission. 1945 wurde er amerikanischer Staatsbürger; zuvor hatte der NS-Staat ihn ausgebürgert.

### Nürnberger Prozesse
Als der Zweite Weltkrieg in Europa beendet war, wurde Kempner 1945/1946 stellvertretender Hauptankläger der Vereinigten Staaten beim Nürnberger Prozess gegen die Hauptkriegsverbrecher. Außerdem vernahm er im April und im Mai 1947 den persönlichen Referenten Bormanns von 1943 bis 1945, Hans Müller. In den Jahren 1947/1948 übte er dieselbe Funktion im sogenannten Wilhelmstraßen-Prozess (offizielle Bezeichnung: „The United States of America vs. Ernst von Weizsäcker et al.“) gegen 21 Beamte des Auswärtigen Amtes aus.

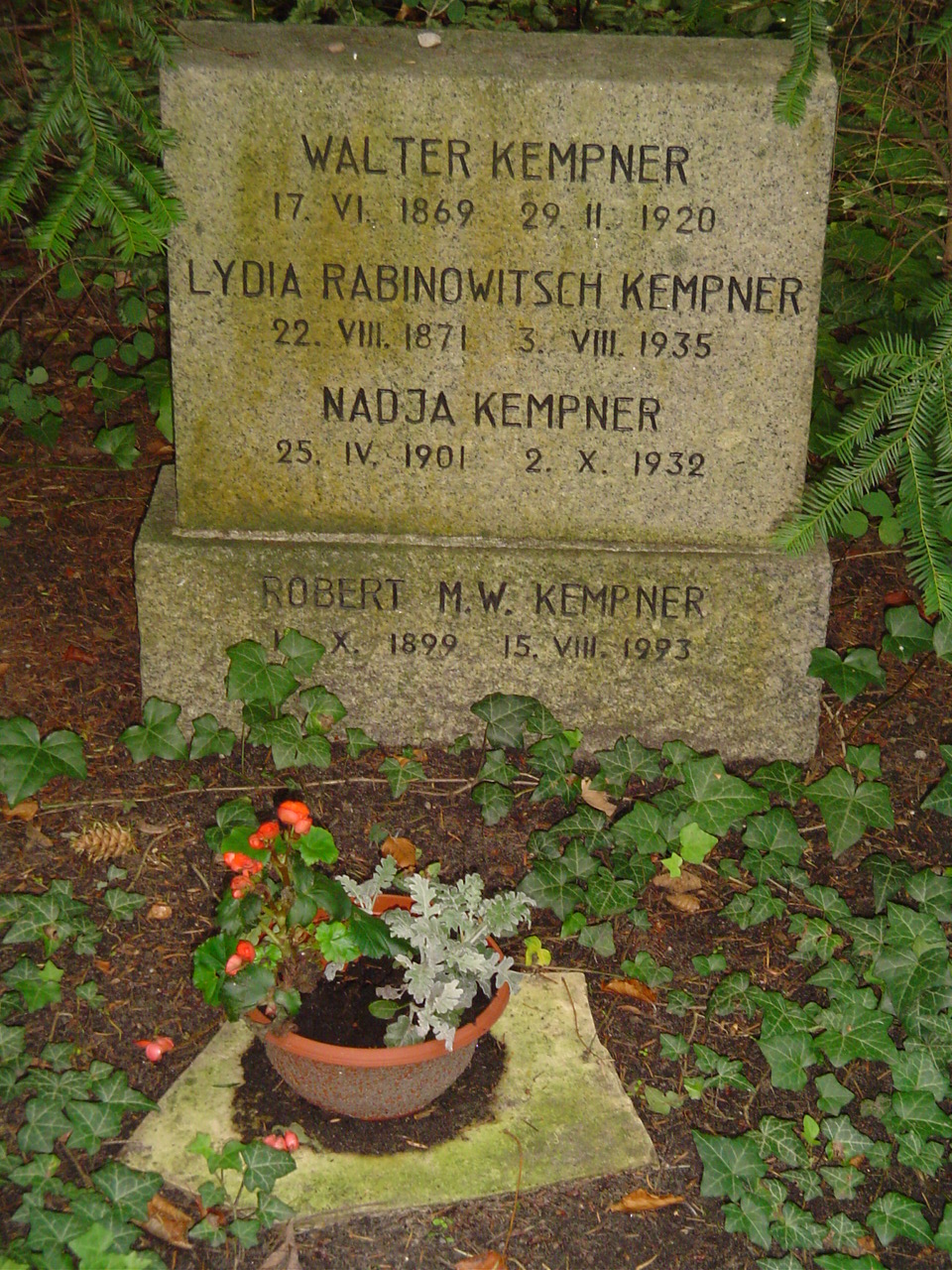
Parkfriedhof Lichterfelde

### Engagement für die Menschenrechte
Kempner blieb nach Ende seiner Arbeit im Rahmen der Nürnberger Prozesse in Deutschland. Er ließ sich 1951 als Rechtsanwalt in Frankfurt am Main nieder. Als Rechtsanwalt beschäftigte er sich in einer Vielzahl von Prozessen mit der NS-Zeit, in denen er als Vertreter der Nebenkläger für die Bestrafung der Täter eintrat. Mit Hilfe von Zivilprozessen erstritt er Entschädigungen für Opfer des Nationalsozialismus. Unter anderem vertrat er den Bruder des wegen des Reichstagsbrandes zum Tode verurteilten Marinus van der Lubbe im Wiederaufnahmeverfahren. Im Eichmann-Prozess unterstützte er Anfang der 1960er Jahre die israelischen Ankläger beim Sammeln von Beweismaterial gegen Adolf Eichmann.
Kempner blieb bis ins hohe Alter mit Publikationen und Büchern politisch aktiv und setzte sich für Demokratie und Menschenrechte ein. Ein Brief an den Vorstandssprecher der Deutschen Bank initiierte letztlich die Entschädigungszahlungen der deutschen Wirtschaft wegen der NS-Zwangsarbeit (siehe auch: Stiftung „Erinnerung, Verantwortung und Zukunft“). Kempner war Mitglied des Reichsbanners Schwarz-Rot-Gold. Er starb im Alter von 93 Jahren in Königstein im Taunus.
Kempner wurde auf dem Parkfriedhof Lichterfelde in Berlin-Lichterfelde im Familiengrab neben seinen Eltern und seiner Schwester beigesetzt. Die Grabstätte in der Abt. 4a-2 gehört zu den Ehrengräbern des Landes Berlin.

## Kritik an Kempner
Kritiker werfen Kempner vor, er kehre seine eigene historische Bedeutung zu sehr heraus, und sie kritisieren sein „anekdotenhafte[s] Aus-dem-Gedächtnis-Berichten“, das zu vagen und missverständlichen Formulierungen und zahlreichen Fehlern führte. In seinem Buch Eichmann und Komplizen veröffentlichte Kempner das Wannsee-Protokoll erstmals als Faksimile, verwendete aber dabei Montagen von Abschriften und Faksimiles, ohne dies an irgendeiner Stelle offenzulegen. Das bot Holocaustleugnern Anlass, diese Quelle anzuzweifeln.
Der Leiter der Abteilung für Dokumentenkontrolle in Nürnberg, Fred Niebergall, gab Kempner eine Blankovollmacht und erlaubte ihm, „Material der Nürnberger Kriegsverbrecherprozesse zu entnehmen und zu behalten für Zwecke der Forschung und des Studiums, für Schreiben und für Vorträge.“ Obwohl eine solche Ermächtigung keine rechtlich haltbare Grundlage „für eine widerrechtliche Aneignung von Staatseigentum“ sein kann, blieben zahlreiche Dokumente bis zu Kempners Tod in seinem Privatbesitz. Auch nach 1993 herrschte jahrelang Unklarheit über Umfang und Verbleib von Unterlagen. Dazu gehörten ein Großteil von Alfred Rosenbergs Tagebuchnotizen, die Kempner wohl für eigene Publikationen hatte nutzen wollen. Für diese „dubiose Aneignung“ bzw. „widerrechtliche Aneignung seines Dokumentenschatzes“ wurde Kempner kritisiert.
Magnus Brechtken beanstandet, Kempner habe bei „seinen öffentlichen Stellungnahmen zu einzelnen Personen seit Mitte der 1960er Jahre nicht immer die notwendige Sorgfalt aufgebracht, um sich ein quellengestütztes Urteil zu bilden.“ Das habe bei Speer und Schirach zu „abstrusen Kommentaren“ geführt.

## Auszeichnungen
- Orden Polonia Restituta 1951
- Robert Kempner erhielt 1969 die Carl-von-Ossietzky-Medaille
- Wilhelm-Leuschner-Medaille 1975
- Er bekam 1984 für sein Lebenswerk das Große Bundesverdienstkreuz mit Stern (1969) und Schulterband (1980).
- 1986 wurde ihm die Ehrendoktorwürde der Universität Osnabrück verliehen.
- Auf dem Gebiet des ehemaligen Camp King in Oberursel (Taunus) wurde eine Straße nach ihm benannt.
- Am 10. Todestag Kempners (15. August 2003) wurde eine Straße in Berlin-Zehlendorf nach ihm benannt.

## Schriften
- Justiz-Dämmerung: Auftakt zum Dritten Reich. Unter dem Pseudonym Eike von Repkow. Volksfunk-Verlag, J.H.W. Dietz Verlag, Berlin 1932, DNB 572974132. Kempner konnte den Beitrag 1932 nur anonym veröffentlichen, da er im preußischen Innenministerium angestellt war. In der Bundesrepublik gab es 1963 einen fotomechanischen Nachdruck im Selbstverlag.
- mit Carl Haensel: Das Urteil im Wilhelmstraßen-Prozess. Schwäbisch Gmünd 1950, DNB 455191344.
- Eichmann und Komplizen. Zürich/Stuttgart/Wien 1961, DNB 452379245.
- SS im Kreuzverhör. München 1964. Neuauflage: Nördlingen 1987, DNB 452379261.
- Edith Stein und Anne Frank. Zwei von Hunderttausend. Die Enthüllungen über die NS-Verbrechen in Holland vor dem Schwurgericht in München. Die Ermordung der nichtarischen Mönche und Nonnen, Freiburg 1968, DNB 457181761.
- Das Dritte Reich im Kreuzverhör. Aus den unveröffentlichten Vernehmungsprotokollen des Anklägers Robert M. W. Kempner. München-Esslingen 1969, DNB 456489118. Neuauflage: Athenäum/Droste Taschenbücher Geschichte, Düsseldorf 1980; mit einer Einführung von Horst Möller. Herbig, München 2005.
- Amerikanische Militärgerichte in Deutschland. In: Hans-Jochen Vogel, Helmut Simon, Adalbert Podlech (Hrsg.): Die Freiheit des Anderen. Festschrift für Martin Hirsch. Baden-Baden 1981, ISBN 3-7890-0699-8, S. 145–163.
- mit Jörg Friedrich: Ankläger einer Epoche. Lebenserinnerungen. Ullstein, Frankfurt am Main/Berlin 1983, ISBN 3-550-07961-3; Taschenbuchausgabe: (= Ullstein-Buch. Nr. 44076) Ullstein, Frankfurt am Main/Berlin 1986, ISBN 3-548-33076-2 (Das Buch enthält eine ausführliche Quellenauflistung im Anhang).